# Jeremy Renner
Jeremy Lee Renner (født 7. januar 1971 i Modesto, Californien i USA) er en amerikansk Oscar-nomineret skuespiller og musiker. Renner er blandt andet kendt for rollen som Brian Gamble i filmen S.W.A.T., Sergeant Doyle i 28 Weeks Later og William James i The Hurt Locker. Han har også medvirket i afsnit af tv-serier som CSI: Crime Scene Investigation, House og Angel.

## Biografi
Renner bestod fra Fred C. Beyer High School og fortsatte sine studier på Modesto Junior College.
I 2003 var han en af de håbefulde skuespillere i det amerikanske realityshow The IT Factor, i hvilket seerne fik mulighed for at følge skuespillere i jagten på fremgang.
Jeremy Renner har gjort karriere ved at spille karismatiske anti-helte. Han har også spillet en vampyr fra 1700-tallet, en skydegal alkoholiker og en notorisk seriemorder. Udover at have udført flere teateroptrædener har han medvirket i flere større independentfilm. For en af disse, The Hurt Locker (instrueret af Kathryn Bigelow) en krigsfilm om Irakkrigen, blev han nomineret i 2010 till en Oscar for bedste mandlige hovedrolle. Andre filmroller hvori han har fået opmærksomhed er filmen Dahmer om seriemorderen Jeffrey Dahmer (som han vandt en Independent Spirit Awards for), Mordet på Jesse James af kujonen Robert Ford og 28 Weeks Later.
I 2010, optrædte Renner i Ben Afflecks The Town og var medvirkende under optagelserne til filmen The Raven, der fik premiere i 2011. Renner har også spillet superhelten Hawkeye i Marvel-filmene.

## Filmografi
- Avengers: Infinity War (2018)
- Wind River (2017)
- Arrival (2016)
- Hansel & Gretel: Witch Hunters (2013)
- The Avengers (2012)
- The Town (2010)
- Lightbulb (2009)
- The Hurt Locker (2008)
- Mordet på Jesse James af kujonen Robert Ford (2007)
- Take (2007)
- 28 Weeks Later (2007)
- Love Comes to the Executioner (2006)
- North Country (2005)
- A Little Trip to Heaven (2005)
- Twelve and Holding (2005)
- Lords of Dogtown (2005)
- Neo Ned (2005)
- The Heart Is Deceitful Above All Things (2004)
- S.W.A.T. (2003)
- Dahmer (2002)
- Monkey Love (2002)
- Fish in a Barrel (2001)
- Paper Dragons (1996)
- Senior Trip (1995)